# Miramar (Spagna)
Miramar è un comune spagnolo di 1 364 abitanti situato nella comunità autonoma Valenciana.